# Desikant
Desikant (sušidlo) je hygroskopická látka, která vyvolává desikaci čili stav vysušení (nebo jí napomáhá) ve své blízkosti v dostatečně utěsněné nádobě.
Běžně používané předem zabalené desikanty jsou pevné látky fungující na bázi absorpce nebo adsorpce vody, případně kombinací obou metod. Desikanty pro speciální účely mohou být i v jiné než tuhé formě nebo mohou fungovat na jiném principu, např. chemickým vázáním vody.
Předem zabalené desikanty se nejčastěji používají k odstranění nadměrné vlhkosti, která by jinak poškodila nebo zničila výrobek citlivý na vlhkost. Mezi běžně používané desikanty patří silikagel, síran vápenatý, chlorid vápenatý, montmorilonitový jíl nebo molekulární síta.
Alternativní „přírodní“ látkou je rýže, používaná například ve slánkách k udržování správné granularity soli, aby se dobře sypala. Rýže však není dobrým desikantem pro obecné použití, není-li ponořena do látky nepřátelské živým organismům (např. do kuchyňské soli), protože se může stát potravou pro organismy, které pak kontaminují chráněný produkt. Sůl (chlorid sodný) je sama o sobě také účinným desikantem, používaným po tisíciletí při přípravě sušených jídel a také při mumifikaci těl.
Specifickým použitím desikantů je umístění do prostoru mezi skly při dvojitém zaskleni. Tím se zabrání kondenzaci vody na vnitřní ploše skel.

## Toxicita
Volba desikantu pro určitý účel není založena jen na účinnosti při vysušování, ale také na antibiotických, fungicidních, pesticidních nebo virucidních účincích nebo na neškodnosti pro člověka. Například kuchyňská sůl má přirozené antibiotické a protihoubové účinky a není škodlivá pro člověka (při požití v malých dávkách), proto je populární jako desikant při přípravě sušených jídel.

## Chemická reaktivita
Protože se desikanty často používají pro uchovávání materiálů nebo výrobků, je žádoucí, aby byly chemicky stabilní nebo inertní. Bylo identifikováno mnoho takových desikantů a běžně se používají v praxi, např. silikagel, křída nebo jílovité desikanty.

## Účinnost
Jedním z měřítek účinnost desikantu je množství vody, které je schopen uložit, vzhledem k hmotě (hmotnosti nebo objemu) desikantu. Jiným měřítkem je reziduální (zbytková) relativní vlhkost vzduchu nebo jiné tekutiny, která se vysušuje.
Účinnost všech desikantů se mění s teplotou a s relativní i absolutní vlhkostí. Do určité míry lze účinnost desikantů přesně popsat, ovšem většinou je konečná volba konkrétního desikantu, jeho množství a formy, založena na testování a praktických zkušenostech.

## Barevné saturační indikátory
V některých případech je součástí desikantu indikátor vlhkosti, který ukazuje změnou barvy saturaci desikantu vodou. Často se používá například chlorid kobaltnatý (CoCl2). Bezvodý je modrý, navázáním dvou molekul vody zfialoví. Další hydratace vede k tvorbě růžového komplexu [Co(H2O)6]Cl2.

## Regenerace desikantů
Nejužitečnější desikanty lze recyklovat tepelným vysušením, například v běžné kuchyňské troubě nebo sluneční energií. Z hotových součástí lze snadno sestrojit levný, nízkoenergetický, nepřetržitě pracující odvlhčovací nebo regenerační systém pro desikanty.

## Vysoušení rozpouštědel

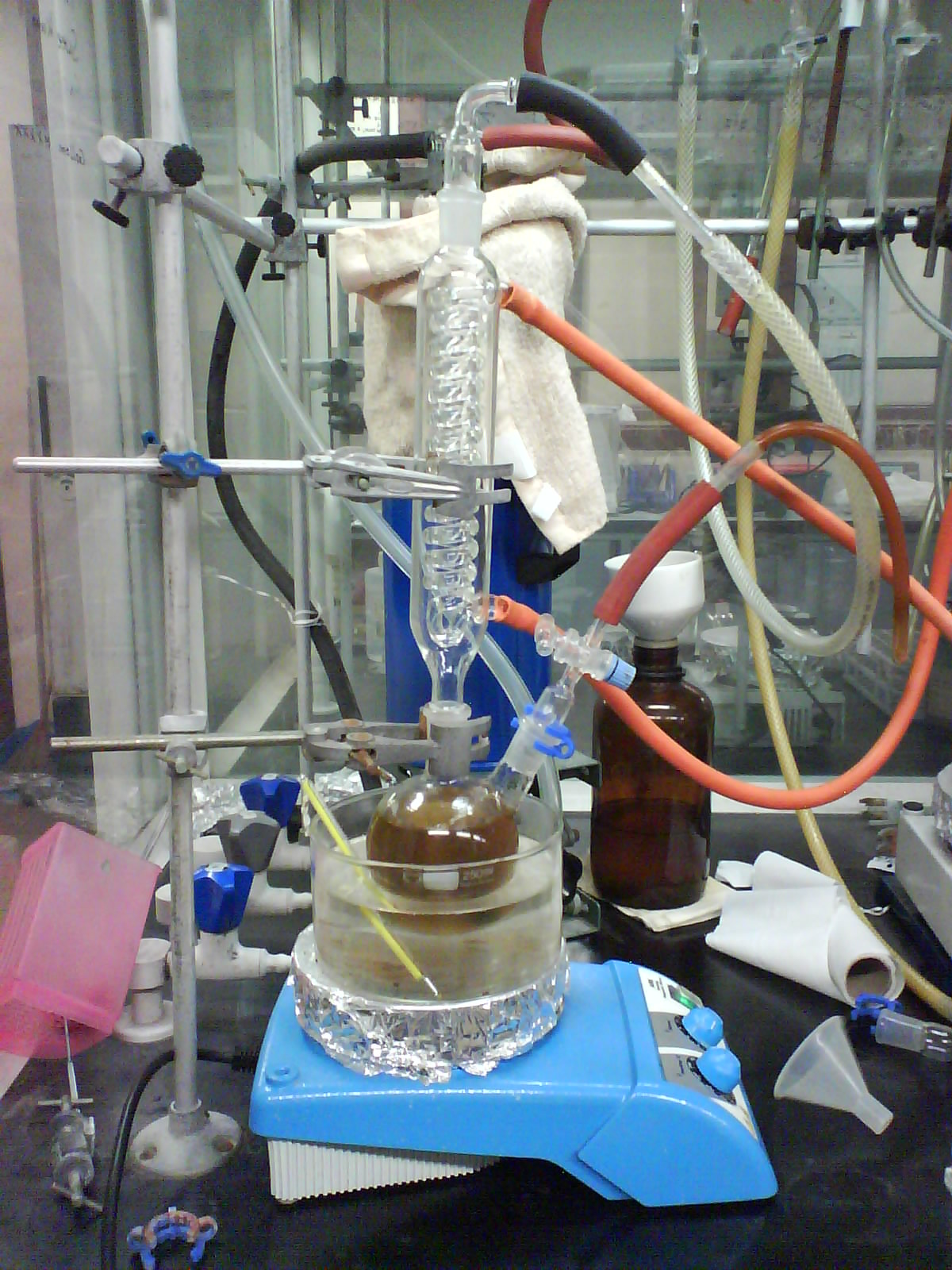
Toluen protéká přes sodík a benzofenon, aby byl suchý a prostý kyslíku. Tohoto stavu je dosaženo, když lze pozorovat silné modré zbarvení benzofenonového ketylového radikálu.

Desikanty lze použít k vysoušení rozpouštědel, typicky pro reakce, kde vlhkost vadí (např. Grignardova reakce). Lze použít různé desikanty různými způsoby, metoda však obecně zahrnuje míchání rozpouštědla se sušicím činidlem.
Často desikant reaguje s vodou za tvorby nerozpustné pevné látky, tato se sráží a lze ji odstranit filtrací. Pro aplikace s vyššími požadavky, kdy musí být látka velmi čistá, se bezvodá látka současně destiluje, aby se odstranily ostatní nečistoty.